# Busksteppe
Busksteppe er en landskabstype, som findes i de subtropiske og tempererede klimabælter. Busksteppen er en mellemting mellem den åbne steppe og det tætte krat. Maki og chapparal kan være lokale navne på tilsvarende bevoksning.
| Geografi/geologi | Spire Denne artikel om geografi er en spire som bør udbygges. Du er velkommen til at hjælpe Wikipedia ved at udvide den. |